# 바둥현

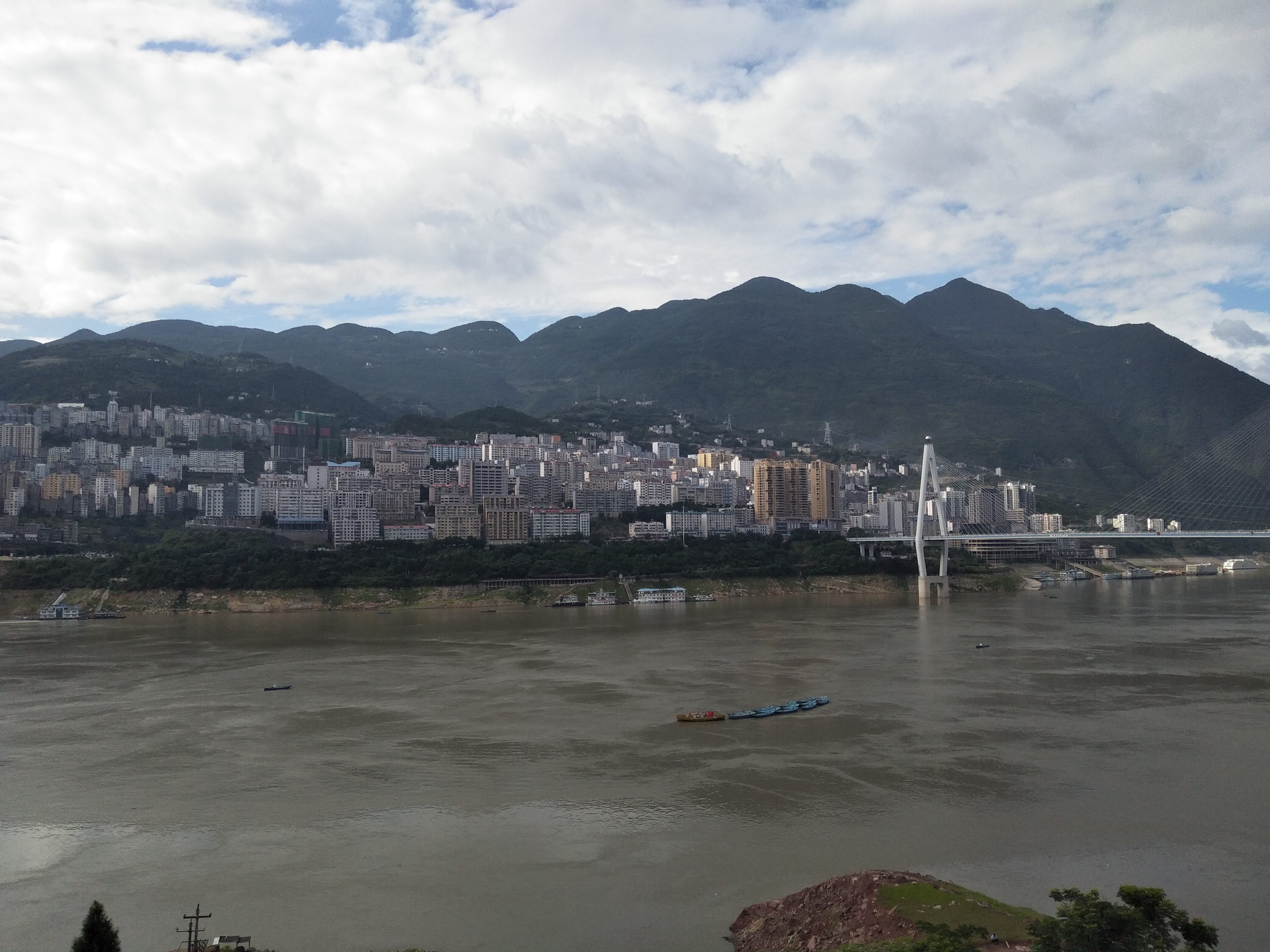

바둥현(한국어: 파동현, 중국어: 巴东县, 병음: Bādōng Xiàn)은 중화인민공화국 후베이성 언스 투자족 먀오족 자치주의 현급 행정구역이다. 후베이 성의 서쪽에 위치하고 장강(창강)이 현을 통과하며 싼샤의 하나인 우샤의 바로 동쪽에 위치한다. 넓이는 3354km2이고, 인구는 2007년 기준으로 490,000명이다.
도시는 장강 수로의 남쪽 기슭에 위치하고 동쪽의 싼샤 댐의 건설로 물에 잠기게 되었다. 바둥 현의 대부분은 범람선 위에 있어 창강 주변의 다른 마을에 비해 원래의 마을이 더 많이 남아있게 되었다. 소규모 갱의 석탄 채굴은 농업과 더불어 이 지역의 주요 상업 활동이다. 또한 마을의 동쪽 강안에 큰 시멘트 공장이 있어 주요한 오염원이 되고 있다.
바둥 현의 농촌 인구는 중국 내륙의 다른 지역들처럼 과거 20년 동안 중요한 변화를 보였다. 1980년대에 중국정부의 산아 제한 정책은 기대 이상의 결과를 낳아 출생률이 급감하였고 사람들의 태도를 변화시켜 많은 부부들이 자녀를 한 명 이상 두지 않게 되었다. 여행의 자유와 다른 지역에서의 노동은 노동자들을 해안 지역으로 대이동하게 하였다. 나이든 사람들은 마을에 머무르는 경향이 있고 노동자들은 종종 아이들 때문에 돌아오기도 하나 대체적으로 그들이 일하는 공장으로 다시 돌아간다. 결과적으로 바둥의 많은 마을들은 위축되었고 산지의 계단식 농지들은 버려지게 되었다.

## 기후
| Badong (1981−2010)의 기후                      | Badong (1981−2010)의 기후 | Badong (1981−2010)의 기후 | Badong (1981−2010)의 기후 | Badong (1981−2010)의 기후 | Badong (1981−2010)의 기후 | Badong (1981−2010)의 기후 | Badong (1981−2010)의 기후 | Badong (1981−2010)의 기후 | Badong (1981−2010)의 기후 | Badong (1981−2010)의 기후 | Badong (1981−2010)의 기후 | Badong (1981−2010)의 기후 | Badong (1981−2010)의 기후 |
| 월                                             | 1월                       | 2월                       | 3월                       | 4월                       | 5월                       | 6월                       | 7월                       | 8월                       | 9월                       | 10월                      | 11월                      | 12월                      | 연간                      |
| ---------------------------------------------- | ------------------------- | ------------------------- | ------------------------- | ------------------------- | ------------------------- | ------------------------- | ------------------------- | ------------------------- | ------------------------- | ------------------------- | ------------------------- | ------------------------- | ------------------------- |
| 역대 최고 기온 °C (°F)                         | 19.2 (66.6)               | 27.4 (81.3)               | 34.0 (93.2)               | 37.1 (98.8)               | 38.5 (101.3)              | 40.8 (105.4)              | 40.4 (104.7)              | 41.6 (106.9)              | 40.9 (105.6)              | 33.7 (92.7)               | 27.1 (80.8)               | 20.3 (68.5)               | 41.6 (106.9)              |
| 일평균 최고 기온 °C (°F)                       | 9.9 (49.8)                | 12.1 (53.8)               | 16.9 (62.4)               | 23.2 (73.8)               | 27.3 (81.1)               | 30.4 (86.7)               | 32.9 (91.2)               | 32.9 (91.2)               | 28.4 (83.1)               | 22.5 (72.5)               | 17.2 (63.0)               | 11.6 (52.9)               | 22.1 (71.8)               |
| 일일 평균 기온 °C (°F)                         | 6.1 (43.0)                | 8.1 (46.6)                | 12.1 (53.8)               | 17.7 (63.9)               | 21.9 (71.4)               | 25.1 (77.2)               | 27.5 (81.5)               | 27.4 (81.3)               | 23.4 (74.1)               | 17.9 (64.2)               | 12.8 (55.0)               | 7.9 (46.2)                | 17.3 (63.2)               |
| 일평균 최저 기온 °C (°F)                       | 3.3 (37.9)                | 5.0 (41.0)                | 8.4 (47.1)                | 13.5 (56.3)               | 17.8 (64.0)               | 21.2 (70.2)               | 23.7 (74.7)               | 23.3 (73.9)               | 19.8 (67.6)               | 14.8 (58.6)               | 9.9 (49.8)                | 5.1 (41.2)                | 13.8 (56.9)               |
| 역대 최저 기온 °C (°F)                         | −3.6 (25.5)               | −1.6 (29.1)               | −0.1 (31.8)               | 1.1 (34.0)                | 10.0 (50.0)               | 14.9 (58.8)               | 17.1 (62.8)               | 16.9 (62.4)               | 12.4 (54.3)               | 6.0 (42.8)                | 1.1 (34.0)                | −5.9 (21.4)               | −5.9 (21.4)               |
| 평균 강수량 mm (인치)                          | 15.5 (0.61)               | 32.3 (1.27)               | 47.7 (1.88)               | 96.1 (3.78)               | 134.7 (5.30)              | 148.1 (5.83)              | 182.3 (7.18)              | 151.7 (5.97)              | 110.2 (4.34)              | 93.8 (3.69)               | 45.8 (1.80)               | 16.8 (0.66)               | 1,075 (42.31)             |
| 평균 상대 습도 (%)                             | 69                        | 67                        | 67                        | 69                        | 72                        | 74                        | 76                        | 73                        | 73                        | 76                        | 74                        | 71                        | 72                        |
| 출처: China Meteorological Data Service Center |                           |                           |                           |                           |                           |                           |                           |                           |                           |                           |                           |                           |                           |

## 행정 구역
10개 진, 2개 향을 관할한다.
- 진: 信陵镇, 东瀼口镇, 沿渡河镇, 官渡河镇, 茶店子镇, 绿葱坡镇, 大支坪镇, 野三关镇, 清太坪镇, 水布垭镇.
- 향: 溪丘湾乡, 金果坪乡.